# Edward Natapei
Edward Nipake Natapei Tuta Fanua'araki (Futuna, 17 luglio 1954 – Port Vila, 28 luglio 2015) è stato un politico vanuatuano,  primo ministro di Vanuatu dal 2001 al 2004 e dal 22 settembre 2008 al 2 dicembre 2010.
In precedente ha ricoperto brevemente la carica di ministro degli Esteri nel 1991. Dal 2 marzo al 24 marzo 1999 (durante il periodo in cui era speaker del Parlamento) ricoprì la carica di Presidente della Repubblica. È stato anche presidente del Vanua'aku Pati, partito di ispirazione socialista.
Il 27 novembre 2009 viene dichiarato ineleggibile e decade dalla carica di primo ministro a causa di un errore burocratico. Secondo le leggi di Vanuatu, infatti, chi si assenta per più di tre sedute consecutive senza avvisare lo speaker del Parlamento, producendo idonee motivazioni per giustificare l'assenza, perde il proprio seggio parlamentare. Natapei si trovava in legittimo viaggio di Stato, ma il suo staff non ha prodotto la documentazione richiesta e per questo è stato dichiarato decaduto. Tuttavia una sentenza stabilisce l'incostituzionalità di tale atto il 5 dicembre, e il successivo 10 dicembre il Parlamento riconferma la fiducia a Natapei.